# Bruce Springsteen

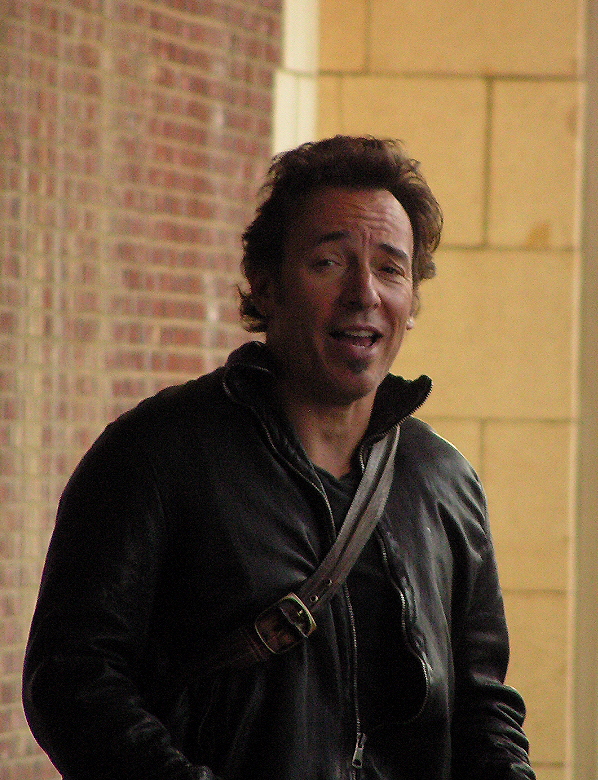
Bruce Springsteen în 2005

Bruce Frederick Joseph Springsteen (n. 23 septembrie 1949,  Long Branch, New Jersey), poreclit „The Boss”, este un cântăreț american, compozitor și interpret care înregistrează cu E Street Band. Springsteen este cunoscut în toată lumea pentru rock-ul său romantic, versurile sale poetice și pentru sentimentele sale pentru cultura americană centrate pe New Jersey-ul de origine. A compus nu o singură dată coloana sonoră pentru diverse producții cinematografice, iar pentru muzica originală a filmului Philadelphia din 1993 - cu Tom Hanks și Denzel Washington în rolurile principale - a fost premiat cu Globul de Aur, Grammy și Oscar.
A abordat preocupările americanilor privind atacurile teroriste de la 11 septembrie 2001 în The Rising (2002).

## Discografie
Cele mai importante albume de studio: (în paranteze clasarea lor în U.S. Billboard 200 în momentul apariției):
- 1973: Greetings from Asbury Park, N.J. (#60)
- 1973: The Wild, the Innocent & the E Street Shuffle (#59)
- 1975: Born to Run (#3)
- 1978: Darkness on the Edge of Town (#5)
- 1980: The River (#1)
- 1982: Nebraska (#3)
- 1984: Born in the U.S.A. (#1)
- 1987: Tunnel of Love (#1)
- 1992: Human Touch (#2)
- 1992: Lucky Town (#3)
- 1995: The Ghost of Tom Joad (#11)
- 1998: Tracks (#64)
- 2002: The Rising (#1)
- 2005: Devils & Dust (#1)
- 2006: We Shall Overcome: The Seeger Sessions (#3)
- 2007: Magic (#1)
- 2009: Working on a Dream (#1)
- 2010: The Promise (#16)
- 2012: Wrecking Ball
- 2014: High Hopes
- 2019: Western Stars
- 2020: Letter to You
- 2022: Only the Strong Survive

Live albums
- 1986: Live/1975–85 (#1)
- 1993 In Concert / MTV Plugged  (#189 )
- 2001 Live in New York City [#5 )
- 2006 Hammersmith Odeon, London ’75 (#93)
- 2007 Live in Dublin(Bruce Springsteen & The Seeger Sessions Band) (#23)

Singles
- 1975 Born to Run
- 1978 Prove It All Night
- 1980 Hungry Heart
- 1981 Fade Away
- 1981 The River
- 1984 Dancing in the Dark
- 1984 Cover Me
- 1984 Born in the U.S.A.
- 1985 I’m on Fire
- 1985 Glory Days
- 1985 I’m Goin’ Down
- 1985 My Hometown
- 1985 Santa Claus Is Coming to Town
- 1986 War
- 1987 Fire
- 1987 Born to Run (Live)
- 1987 Brilliant Disguise
- 1987 Tunnel of Love
- 1988 One Step Up
- 1988 Tougher Than the Rest
- 1988 Spare Parts
- 1992 Human Touch
- 1992 Better Days
- 1992 57 Channels (And Nothin’ On)
- 1992 Leap of Faith
- 1993 Lucky Town (live)
- 1994 Streets of Philadelphia
- 1995 Secret Garden
- 1996 The Ghost of Tom Joad
- 1996 Missing
- 2002 The Rising
- 2002 Lonesome Day
- 2003 Waitin’ on a Sunny Day
- 2005 Devils & Dust
- 2007 Radio Nowhere
- 2008 Girls in Their Summer Clothes
- 2008 Working on a Dream